# Joža
Joža je moško osebno ime.

## Izvor imena
Ime Joža je različica moškega osebnega imena Jožef.

## Pogostost imena
Po podatkih Statističnega urada Republike Slovenije je bilo na dan 31. decembra 2007 v Sloveniji število moških oseb z imenom Joža: 53.

## Osebni praznik
Osebe z imenom Joža lahko godujejo takrat kot osebe z imenom Jožef.